# Hugo Haberfeld
Hugo Haberfeld (geboren 24. November 1875 in Auschwitz, Österreich-Ungarn; gestorben 6. Februar 1946 Paddington, London) war ein österreichischer Galerist und Kunstkenner. Er machte sich als Betreiber der Galerie Miethke im Wien des frühen 20. Jahrhunderts einen Namen. Unter den politischen Zwängen des Nationalsozialismus emigrierte Haberfeld mit seiner Familie in den 1930er Jahren nach Paris, wo sich seine Spur verliert.

## Biographisches
Haberfeld wuchs als Sohn des Fabrikanten Julius Haberfeld und seiner Frau Rosa inmitten der ortsansässigen israelitischen Kultusgemeinde, deren Mitglied er später wurde, auf.
Nach dem Abschluss des Staatsobergymnasiums in Bielitz studierte Haberfeld Rechtswissenschaften und Philosophie in Berlin und Wien, bevor er 1900 in Breslau über Piero di Cosimo promoviert wurde. Er hatte dort im Vorfeld Kunstgeschichte, Archäologie, Geschichte und Philosophie studiert. Seine Professoren waren unter anderem Ernst Robert Curtius, Max Dessoir, Richard Förster, Richard Muther, Max Semrau und Georg Simmel.
Haberfeld heiratete Paula Köberl am 30. März 1902 in Lipnik-Biala. 1904 kam seine Tochter Marianne am 16. April zur Welt. Den Broterwerb sicherte Haberfeld durch Beiträge als freier Schriftsteller z. B. für die Wiener Zeitung Die Zeit und die Berliner Zeitschrift Kunst und Künstler. Bereits sieben Jahre nach dem Erhalt seiner Doktorwürde wurde Haberfeld 1907 geschäftlicher Leiter der Galerie Miethke in Wien. Haberfeld hielt Kontakt nach Berlin zu Wilhelm von Bode, dem Leiter der Königlichen Museen zu Berlin. Haberfeld macht sich auch sonst in deutschsprachigen Kunstkreisen einen Namen, sodass er 1912 zum beeideten Schatzmeister und Sachverständigen für alte und moderne Gemälde am Wiener Handelsgericht wurde. Zudem pflegte er regen Kontakt zu Adolf Loos und vermutlich auch den Wiener Werkstätten.
Im April 1912 erhielt er das Wiener Heimatrecht.
Als Leiter der Galerie Miethke und freier Schriftsteller hielt sich Haberfeld bis zum 4. Februar 1938 in seiner Wohnung in der Reisnerstraße 15 auf, wie das Wiener Meldearchiv vermerkt. Seine Spur verliert sich am 22. Februar desselben Jahres nach Paris.

## Galerie Miethke
Haberfeld stieß 1907 als Ablösung von Emil Maria Steininger zur Galerie Miethke. Nicht lange hielt der innerbetriebliche Frieden – Hugo Haberfeld und Carl Moll hatten sich gleichrangig etabliert – und es entwickelte sich ein reger Konkurrenzkampf zwischen beiden Protagonisten. Moll verlor diesen und kündigte am 31. Juli 1912 das Arbeitsverhältnis mit der Galerie auf. Haberfeld plädierte auf Gleichberechtigung innerhalb der Leitungsriege der Galerie, die Moll jedoch ablehnte; die Firmeneigentümerin Emma Bacher-Paulick entschied sich für Haberfeld, Moll ging.
Unter dem Mantel der Galerie Miethke übernahm Haberfeld 1913 auch den Ausstellungsbetrieb der städtischen Kunsthalle in Karlsbad und schaffte so eine geographische Ausweitung des Galeriebetriebs. Er bestach mit innovativen Ausstellungen – z. B. über die Entwicklung der modernen französischen Malerei – und zahlreichen Schauen, die sich programmatisch etwa an die Wiener Galerien anschließen ließen.
Mit Ausstellungen Privatsammlungen gelang es Haberfeld, ein neues Feld für die Galerie Miethke zu erschließen, das bis zu diesem Zeitpunkt noch nicht beachtet worden war. 1912 stellte er Kunstwerke aus den Sammlungen der Kunstkritiker Ludwig Hevesi und Richard Muther aus. Eine Ausstellung aus der Sammlung Dr. Oskar Reichel folgte, und es wurde deutlich, dass Haberfelds Interesse besonders der europäischen Avantgarde galt. Dies zeigte sich vor allem in der Überblicksschau Die Neue Kunst 1913. 1914 folgten Ausstellungen zu Picasso und André Derain. Generell prägte Haberfeld das Bild der Galerie durch die Präsentation sowohl Alter – z. B. Goya – wie Neuer Meister. Auch der Photographie verschloss er sich als Galeriebetreiber nicht. Wissen und Interesse bilden hier die Grundlage für ein auch aus heutiger Sicht ambitioniertes Ausstellungsprogramm.
Haberfeld kaufte im Frühjahr 1917 die Galerie Miethke. Er verlagerte den Schwerpunkt weg vom innovativen Ausstellungsbetrieb hin zum Altmeisterhandel und fungierte unregelmäßig als Auktionator für das Auktionshaus Glückselig. Da es Haberfeld nicht möglich war, an das Vorkriegsprogramm anzuknüpfen – die Konkurrenzsituation hatte sich verändert, die Verbindung zu Klimt brach und die Nachfrage nach europäischer Moderne ging zurück bzw. wurde von anderen bedient – scheiterte er mit der Galerie Miethke. Der Grund für Haberfelds Scheitern konnte bis heute nicht eruiert werden. Die Galerie Miethke wurde am 1. Oktober 1940 aus dem Handelsregister gelöscht. Weitere Hinweise gibt es nicht.

## Hugo Haberfeld und Adolf Loos
Es ist davon auszugehen, dass Haberfeld und Loos eine enge Freundschaft verband, sodass es wenig verwunderlich ist, dass Haberfeld die Gestaltung der Wohnungseinrichtung in der Alser Straße des neunten Bezirks in Wien Loos übertrug. Sie zählt zu dessen Frühwerk. Loos richtete in Haberfelds Wohnung Speisezimmer, Arbeitszimmer und Schlafzimmer ein. Reform-modernistische Tendenzen lassen sich herauslesen und weisen auf die revolutionäre Rolle hin, die Loos später als Erneuerer der Architektur einnehmen wird. Bilddokumente aus dieser Zeit, wie z. B. 1904 in der Zeitschrift "Das Interieur 4" publiziert, präsentieren Haberfeld als einen finanziell unabhängigen und an der aufkeimenden Moderne höchst interessierten Mann mit einem Gespür für das Modische seiner Zeit. Auffällige Lampen, schwer anmutende Möbel, Clubsessel, deckenhohe Bücherregale dominieren das Bild des Arbeitszimmers. Das Wohn- und Esszimmer wirkt hingegen leichter. Ornamentale Muster durchziehen die ausgewählten Stoffe, auch an der Wand findet sich in der Reihung der Bilder das Prinzip des Ornaments wieder. Ansonsten werden althergebrachte Materialien wie Holz mit modernen Stoffen wie Glas oder auch Messing konfrontiert.

## Hugo Haberfeld und Christian Morgenstern
Haberfeld und Morgenstern freundeten sich vermutlich in Berlin im Wintersemester 1895/96 an. Morgenstern widmete Haberfeld 1911 das Gedicht ODI PROFANUM. Haberfeld rezensiert in der Wiener Rundschau die Gedichte Morgensterns IN PHANTAS SCHLOSS und HORATIUS TRAVESTITUS.

## Schriften
- Piero di Cosimo, Dr. R. Galle’s Buchdruckerei: Breslau, 1902. Dissertation
- Diavortrag über Gustav Klimt, in: Die Kunst für Alle. Monatsheft für freie und angewandte Kunst, Jg. 13, Heft 4, Januar 1912, S. 173–183.
- Ferdinand Waldmüller. Galerie Miethke Ausstellung von Werken alter und moderner Kunst. November-Dezember 1904. Chwala: Wien, 1904.

- Beiträge in der Monatsschrift „Kunst und Künstler“:
  - 1902–1903[16]
  - 1904[17]
  - 1905[18]
  - 1906[19]
- „Religiöse Kunst in der Wiener Secession“, in: Kunst und Künstler, 1906, S. 164–170.[20]
- Berliner Secession, in: „Die Zeit“ vom 15. September 1900 Bd. 23, Nr. 311
- Unsere Ausstellungen, in: „Die Zeit“ vom 1. Dezember 1900 Bd. 23, Nr. 322
- „Der Bildhauer Franz Metzner“, in: Kunstgewerbeblatt, 18. Jahrgang, Seemann: Leipzig, 1907, S. 89–102.[21]
- "Modern Plastic Work in Austria", in: Holme, Charls (Hg.): “The Art-Revival in Austria”
- "The Architectural Revival in Austria", in: Holme, Charls (Hg.): “The Art-Revival in Austria”[22]
- „Deutsch-Böhmische Kunst“, in: Deutsche Kunst und Dekoration, Vol. 19, Nov. 1906, S. 139–160.[23]
- Der Bildhauer Anton Hanak. In: Neues Wiener Journal, Jg. 27, Nr. 9179, 23. Mai 1919, S. 5–6 (online).
- „Die Wiener Amateurphotographen“, in: Die photographische Kunst im Jahre 1906, S. 34–48.

## Weiterführende Literatur
- Shapira, Elana: Tailored Autorship. Adolf Loos and the Ethos of Men’s Fashion. In: Podbrecky, Inge; Franz, Rainald (Hrsg.): Leben mit Loos. Böhlau: Wien/Köln/Weimar, S. 53–72.